# Маштаково
Маштако́во (каз. Маштаково) — село у складі Уральської міської адміністрації Західноказахстанської області Казахстану. Входить до складу Деркульської селищної адміністрації.
Населення — 425 осіб (2021; 354 у 2009, 241 у 1999, 249 у 1989).